# لیبرالیسم اجتماعی
لیبرالیسم اجتماعی (انگلیسی: Social liberalism) یک ایدئولوژی سیاسی است که در پی یافتن توازنی بین آزادی فردی و عدالت اجتماعی است. همچون لیبرالیسم کلاسیک، لیبرالیسم اجتماعی از اقتصاد بازار و بسط حقوق مدنی و سیاسی و آزادی مدنی حمایت می‌کند، ولی به دلیل باورش به نقش مشروع حکومت از جمله در خصوص مسایل اقتصادی و اجتماعی نظیر فقر، مراقبت سلامتی، و آموزش و پرورش با آن متفاوت است. در لیبرالیسم اجتماعی خیر جامعه با آزادی فرد در هارمونی دیده می‌شود. معمولاً احزاب و نظرات سوسیال لیبرال، میانه گرا یا چپ میانه لحاظ می‌شوند.
لیبرالیسم اجتماعی که گاهی به آن لیبرالیسم مدرن هم می‌گویند در واقع یک سنتز بین لیبرالیسم و سوسیالیسم است. این نوع لیبرالیسم در دنیای امروز در منطقه اسکاندیناوی نمود بیشتری دارد و در جهان بینی لیبرالسم مدرن اگر چه همچنان آزادی مقدم بر برابری است ولی برای برابری هم ارزش قابل توجه گذاشته می‌شود.
در بین فیلسوفان گذشته می‌توان جان لاک و توماس هابس در فلسفه سیاسی و ادام اسمیت و دیوید ریکاردو در فلسفه اقتصادی را لیبرال کلاسیک نامید. از طرف دیگر جان استوارت میل و امانوئل کانت در فلسفه سیاسی و جان مینارد کینز و پل سامئل سون در فلسفه اقتصادی را لیبرال مدرن یا لیبرالیسم اجتماعی نامید.
اما بیش از هر کسی لیبرالیسم اجتماعی با نام جان رالز فیلسوف معاصر آمریکایی گره خورده است. وی کتابی دارد به نام عدالت لیبرالی و در ان کتاب نشان می‌دهد با روش عقل می‌شود هم آزادی و هم برابری نسبی را با هم داشت.
این دفاع رالز از لیبرالیسم اجتماعی با انتقاد شدید فردریک هایک فیلسوف لیبرالیسم کلاسیک روبرو شد هایک در کتاب راه بندگی پاسخ رالز را داد. هایک می‌گوید عقل بشر توانایی درک طبیعت را ندارد و نمی‌توان قواعد طبیعت را با عقل بشر تغیر داد و بین آزادی و برابری تضاد است نه سنتز.
رابرت نوزیک فیلسوف دیگر آمریکایی در کتاب آرمانشهر از هایک دفاع کرد و به هموطن خود رالز تاخت. در مجموع اروپایی‌ها بیش از خود آمریکایی‌ها از رالز دفاع کردند.
امروز در آمریکا دو حزب فراگیر جمهوری‌خواه و دموکرات وجود دارد و لیبرال‌ها مجبور شدند در یکی از دو حزب خود را جای دهند. اما حزب نسبتاً جدید لیبرترین که در میان غیر آمریکایی‌ها شهرتی ندارد در حال گسترش است.